# Jacques Lanzmann
Pour les articles homonymes, voir Lanzmann.
Jacques Lanzmann, né le 4 mai 1927 à Bois-Colombes et mort le 21 juin 2006 dans le 6e arrondissement de Paris, est un écrivain, scénariste, parolier et artiste peintre abstrait français. Il est enterré dans le petit cimetière de Fatouville Grestin.

## Biographie
Jacques Lanzmann est né dans une famille dont les différentes branches sont originaires de communautés immigrées en France à la fin du XIXe siècle. La famille de son grand-père, Itzhak Lanzmann, vient d'un shtetl près de Minsk en Biélorussie. Prénommé Léon, il épouse à Paris Anna, originaire de Riga et devient marchand en mobilier ancien, rue Drouot. L'année 1900, naît Armand de cette union, le père de Jacques Lanzmann. Itzhak est naturalisé en 1913 et incorpore l'infanterie de 1re ligne[Quoi ?] entre 1914 et 1918.
Sa mère, Pauline dite « Paulette » Grobermann (1903-1995) nait sur un navire entre Odessa et Marseille : ses parents, Yankel et Perl Grobermann, sont originaires de Kichinev, en Bessarabie. Établis en région parisienne, ils créent une affaire de brocante puis deviennent antiquaires pendant la Première Guerre mondiale, fournissant les nouveaux studios de cinéma américains en décors.
En 1934, à la suite du divorce de ses parents, Jacques, son frère aîné, Claude Lanzmann et sa sœur Évelyne Rey, future comédienne, vont vivre à Brioude, en Haute-Loire, emmenés par leur père. Ils y restent jusqu'en septembre 1938.
Durant l'Occupation allemande, son père le confie à des propriétaires d'Auvergne; comme valet de ferme ; il évoque cette période dans Le Tétard, en 1976. Avec son frère Claude en 1943, il entre dans la Résistance. Arrêté à Aix-en-Provence, il est tout près d'être fusillé mais il parvient à s'évader. Ces années lui inspireront plusieurs romans, parmi lesquels Qui Vive ! (1965) ou Le Jacquiot (1986).
Il devient très attaché à la région Auvergne et tout particulièrement au Mont-Mouchet en Haute-Loire.
Au sortir de la guerre, il devient artiste peintre et partage un temps un atelier avec Pierre Dmitrienko et Serge Rezvani lequel va épouser sa sœur Evelyne. Jacques Lanzmann se marie à l'artiste peintre Riva Boren en 1955. L'écrivaine Simone de Beauvoir  cohabite avec Claude, frère de Jacques, et leur laisse son appartement du 11 rue de la Bûcherie dans le cinquième arrondissement de Paris. Jacques et Riva ont un fils et se séparent au bout de deux ans.
Au cours de cette période il devient producteur et scénariste, notamment pour plusieurs films de Philippe Labro.
Marié à Françoise Detay, sinologue et admiratrice de Mao Zedong, il est membre du parti communiste, jusqu'à son exclusion en 1957.
Il est également engagé aux côtés du FLN algérien, collaborant alors à France Observateur.
Il écrit de nombreux textes de chansons, notamment pour son ami Jacques Dutronc.
Pendant deux ans, il présente Rendez-vous avec lui sur Europe 1.
Il s'est marié quatre fois; sa deuxième femme est Anne Segalen, fille d'Yvon Segalen et petite-fille de Victor Segalen) avec laquelle il écrit Paris s'éveille. 
En 1969, il épouse en troisièmes noce à Vraiville (Eure), Françoise Detay, alors étudiante en chinois.

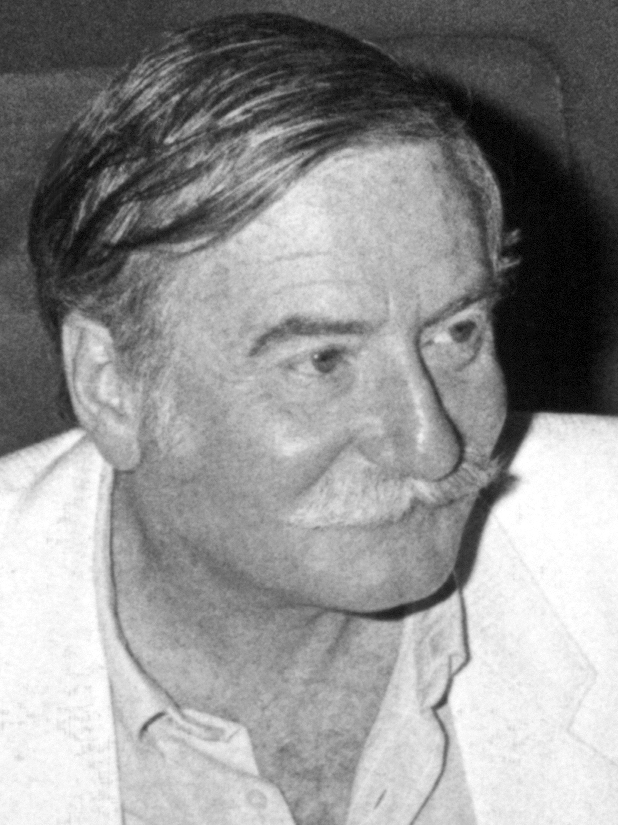
Jacques Lanzmann en 1981, lors d'une soirée au Palace à Paris.

Il a sept enfants. Le 4 janvier 1994, âgé lui-même de 66 ans, sa femme Florence âgée de 29 ans, donne naissance à ses jumeaux, fille et garçon : Alma et Nathan.
Au milieu des années 1990, sa fille Chine Lanzmann est animatrice et productrice de l'émission Cyber-Culture, diffusée sur Canal+.
Il meurt le 21 juin 2006 à Paris, ville à laquelle il a rendu hommage dans la chanson Il est cinq heures, Paris s'éveille. Ses obsèques, qu'il a conçues et organisée lui-même, se tiennent le 26 juin à Paris, au crématorium du cimetière du Père-Lachaise. Ses cendres reposent au petit cimetière de Fatouville-Grestain, dans l'Eure.

## Réalisations

### La littérature
Après avoir pratiqué de nombreux métiers, comme soudeur, peintre en bâtiment, artiste peintre (1948-1955) ou mineur au Chili (1952-1953), il entre en littérature en 1954 avec La glace est rompue. Simone de Beauvoir est la première à le remarquer et l'encourager.[réf. souhaitée]
Cette année 1954 marque sa carrière littéraire par son activité de critique aux Lettres françaises, par la création avec Jean-Claude Lattès d’Éditions spéciales et la création et la direction littéraire de la société Jacques Lanzmann et Seghers éditeurs. 
En parallèle à ses occupations professionnelles il est journaliste à L'Express de 1960 à 1962 et participe à la création du magazine adulte Lui. Il est l'auteur de L'Âge d'amour, roman paru en 1979 sous le pseudonyme de Michael Sanders.
À la fin de sa vie, bien que s'affirmant libre penseur et athée, il pose la question de l'histoire juive avec le diptyque La tribu perdue, comportant deux ouvrages : N'oublie jamais qui nous sommes (1999) et Imagine la terre promise (2000), mettant en scène les Manassés, des Juifs légendaires, qui ont traversé trois mille ans d'Histoire en gardant intacts leur foi en Dieu et leur espoir en Terre d'Israël.
Son avant-dernier roman : Rue des Rosiers (2002), entraîne le lecteur dans une histoire chargée d’événements tragiques et riche en révélations sur les perceptions de la Shoah.

### Le monde musical
Auteur de plus de 150 chansons dont de nombreux titres pour Jacques Dutronc, il signe d'autres oeuvres pour France Gall, Régine, Jean Guidoni, Zizi Jeanmaire, Enrico Macias, Mireille Darc, Dani, Sacha Distel, Pascal Danel, Pascal Obispo, Bernard Ménez.
En 1965, Jacques Lanzmann fait la connaissance de Jacques Dutronc. De leur amitié naît une fructueuse collaboration de près de dix ans, Jacques Dutronc adaptant ses musiques aux textes pleins de verve de Lanzmann. 
Plusieurs immenses succès naissent de leur duo insolent et iconoclaste, parmi lesquels Il est cinq heures, Paris s'éveille en 1968, cosigné par l'épouse de Jacques Lanzmann : Anne Segalen, qui travailla souvent avec eux. Au début des années 1970, il écrit des textes plus poétiques, tel Le petit jardin, en 1972. En 1980, il signe deux chansons de l'album Guerre et Pets. En 2003, Lanzmann et Dutronc se retrouvent une dernière fois pour l'album Madame l'existence.
Au cours de sa carrière, il adapte aussi en français l'opéra-rock Hair. Cette commande, refusée par Serge Gainsbourg, représente dès lors, une de ses principales sources de revenus.
En 1970, il signe plusieurs chansons de l'album Vie de Johnny Hallyday.
En 2006, il participe à l'album Le Jeu des 7 erreurs d'Élodie Frégé, gagnante de Star Academy 2003.

### La marche
Fidèle à sa devise : « Si tu veux te trouver, commence par te perdre », Jacques Lanzmann est un passionné de la marche et des voyages, auxquels il consacre plusieurs livres.
Dans les années 1980, lassé par les fastes des salons d'écrivains parisiens, il reprend la route. Il se passionne pour la marche, parcourt plaines et sommets.
En 1983, il réalise une errance de 700 km en 24 jours à travers le désert du Neguev, sur les traces de Moïse. Depuis la Jordanie, il rejoint Jérusalem en taxi, puis marche vers le sud vers Massada, Eilat, traverse la péninsule du Sinaï pour rejoindre le Djebel Moussa (mont Moïse, ou mont Sinaï), le mont Sainte-Catherine et le Djebel Umm Shaumar, points culminants du Sinaï. Son reportage parait en exclusivité en mars 1984 dans le numéro 61 du magazine Géo.
En 1985, il est le premier Occidental à réaliser la liaison Lhassa (Chine)-Katmandou et, deux ans plus tard, il réussit la traversée du désert de Taklamakan, en Chine. À l'occasion de la sortie en 1997 du Fils de l'Himalaya, encore et toujours inspiré par les hauteurs du Tibet, Jacques Lanzmann est surnommé par Michel Tournier « le plus grand marcheur des lettres contemporaines ».
Grâce à cette passion, Il devient à partir de 1997, chroniqueur pour la chaîne de télévision Voyage.

## Romans et récits
- La glace est rompue (1954), Laffont
- Le Rat d'Amérique (1956)
- Cuir de Russie (1957)
- Les Passagers du Sidi-Brahim (1958)
- Un tyran sur le sable (1959)
- Viva Castro (1959)
- Qui vive ! (1965)
- Les Vangauguin (1968)
- Mémoire d'un amnésique (1971)
- Les Nouveaux Territoires (1973)
- Le Têtard (1976)

Grand Prix RTL 1977
L'histoire d'un adolescent pendant l'Occupation qui rêve de résistance et de sexe, sur fond de déchirement familial
- Les Transsibériennes (1978)
- Tous les chemins mènent à soi (1979)
- Rue des Mamours (1981)
- La Baleine blanche (1982), Laffont
- Le Lama bleu (1984), Lattès
- Le Septième Ciel (1985)

La vie romancée de Moïse
- Fou de la marche (1985)

Une autobiographie où Jacques Lanzmann évoque sa passion de la marche, entre autres dans le désert. Il ne pouvait pas courir, et donc il a choisi la marche à la place
- Unanimus (Avec Laurent Kissel) (1985, Lieu Commun)
- À l'altitude des dieux (1986)
- Le Jacquiot (1986)
- Café crime (1987)
- L'Âge d'amour (1987)
- Marches et rêves (1988)
- Aventure au Tibet (1989), (Les éditions de Radio Monte-Carlo)
- Les Guérillans (1989)
- Hôtel Sahara (1990), Lattès
- Le Voleur de hasards (1992), Lattès
- Le Dieu des papillons (1994)
- La horde d'Or (1994) Plon
- Celui qui croyait au ciel, celui qui n'y croyait pas (avec Jean Guitton) (1994, Lattès)
- Nous, une histoire d'amour (avec Florence Lanzmann) (1994, Robert Laffont)
- Le Raja (1995)
- Le Guide universel du flirt sans frontières (1996)
- Le Fils de l'Himalaya (1997)
- La Mémoire des dieux (1998)
- Le Chant du voyage (1998, Plon)
- N'oublie jamais qui nous sommes (1999), Plon
- Imagine la terre promise (2000), Plon
- Le Pavillon des affreux (2001), Le Rocher
- Rue des Rosiers (2002), Le Rocher
- On a retrouvé David (2003, Le Rocher)
- La Vie commence à Marrakech (avec Florence Lanzmann) (2004), Le Rocher
- L'Empire du silence (2005, Le Rocher)
- Une vie de famille, janvier (2006), Plon
- Une histoire d'hommes (2006 Réédition, Lattès)

## Reportages
Pour le magazine Géo :
- Le Pérou : Voyage au pays de l'âge parfait (no 53)
- La Sibérie : le Grand Train du petit far east (no 59)
- Le Neguev : J'ai marché avec Moïse (no 61)

## Carrière
- Ouvrier agricole,
- Artiste peintre (1948-1955),
- Mineur au Chili (1952-1953),
- Écrivain (depuis 1954),
- Boursier de la fondation Del Duca (1960),
- Journaliste à l’Express (1960-1962),
- Animateur de Rendez-vous avec lui  à Europe 1 (1966-1967),
- Rédacteur en chef de Lui (1963-1968),
- Gérant des Éditions spéciales (1968-74),
- Directeur de collection aux éditions Denoël (1972-1974),
- Journaliste (rubrique télévision) puis Chroniqueur (depuis 1978) à VSD.
- Directeur littéraire aux éditions Ramsay (1995),
- Chroniqueur sur Voyage (1997),
- Auteur de plus de 150 chansons,
- Producteur de films :
  - Tumuc Humac (1970), de Jean-Marie Périer
- Scénariste de films :
  - Le Travail c'est la liberté (1959), de Louis Grospierre
  - La Millième Fenêtre (1960), de Robert Ménégoz
  - Sans mobile apparent (1971), de Philippe Labro
  - L'Héritier (1972), de Philippe Labro
  - Le Hasard et la Violence (1974), de Philippe Labro
  - L'Alpagueur (1975), de Philippe Labro
  - Et vive la liberté (1977), de Serge Korber
  - Le Peuple singe (1989), de Gérard Vienne
- Dialoguiste :
  - Tumuc Humac (1970), de Jean-Marie Périer
  - L'Alpagueur (1975), de Philippe Labro
  - Et vive la liberté (1977), de Serge Korber
- Acteur :
  - La Bande du drugstore (2001), de François Armanet